# Scottish Open 2000 (Badminton)
Die Scottish Open 2000 im Badminton fanden vom 23. bis zum 26. November 2000 in Glasgow statt.

## Medaillengewinner
| Disziplin    | Gold                         | Silber                           | Bronze                            |
| ------------ | ---------------------------- | -------------------------------- | --------------------------------- |
| Herreneinzel | Colin Haughton               | Bobby Milroy                     | Aamir Ghaffar                     |
| Herreneinzel | Colin Haughton               | Bobby Milroy                     | Joachim Fischer Nielsen           |
| Dameneinzel  | Anu Weckström                | Christina Sørensen               | Eriko Iwamatsu                    |
| Dameneinzel  | Anu Weckström                | Christina Sørensen               | Rebecca Pantaney                  |
| Herrendoppel | Peter Jeffrey David Lindley  | Yousuke Nakanishi Shinya Ohtsuka | Michael Keck Ingo Kindervater     |
| Herrendoppel | Peter Jeffrey David Lindley  | Yousuke Nakanishi Shinya Ohtsuka | Kristian Langbak Peter Steffensen |
| Damendoppel  | Pernille Harder Majken Vange | Judith Baumeyer Santi Wibowo     | Alexis Barlow Yuan Wemyss         |
| Damendoppel  | Pernille Harder Majken Vange | Judith Baumeyer Santi Wibowo     | Emma Constable Suzanne Rayappan   |
| Mixed        | David Lindley Emma Chaffin   | Peter Jeffrey Suzanne Rayappan   | Chris Davies Robyn Ashworth       |
| Mixed        | David Lindley Emma Chaffin   | Peter Jeffrey Suzanne Rayappan   | Graeme Smith Carol Tedman         |